# Grand Prix Formule 1 van Zweden

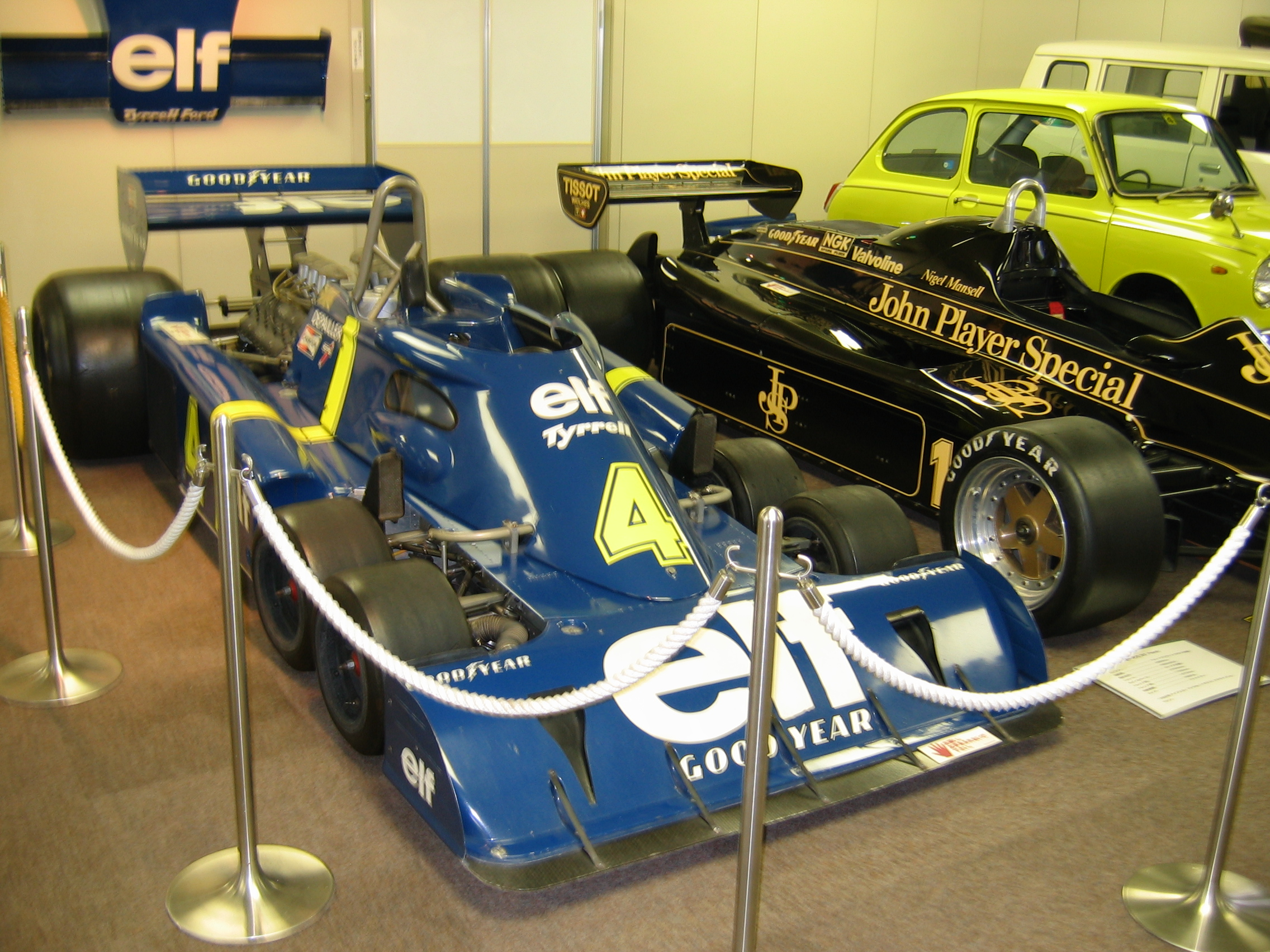
De Tyrrell P34 op zes wielen, winnaar van de grand prix in 1976.

De Grand Prix van Zweden was een race uit de Formule 1-kalender, zes keer gehouden tussen 1973 en 1978 op het circuit van Anderstorp.
De race van 1976 kende een bijzondere winnende auto. Jody Scheckter won de grand prix in een Tyrrell P34, de enige keer dat een Formule 1-auto op zes wielen een race won in de geschiedenis van de Formule 1. Later werd de auto verboden.
In 1978 overleden twee Zweedse Formule 1-coureurs, Ronnie Peterson overleed aan de gevolgen van een ongeval tijdens de Grand Prix van Italië in september en Gunnar Nilsson overleed aan de gevolgen van kanker in oktober. Met het verdwijnen van deze twee Zweedse coureurs verdween ook de Zweedse grand prix van de kalender.
Jody Scheckter en Niki Lauda wonnen de Zweedse grand prix elk twee keer en zijn daarmee recordhouder. Denny Hulme en Jacques Laffite wonnen de race elk een keer.

## Winnaars van de grand prix
- Een roze achtergrond geeft aan dat deze race onderdeel was van de grand-prixseizoenen tot 1949.

| Jaar | Coureur         | Team               | Locatie    |
| ---- | --------------- | ------------------ | ---------- |
| 1978 | Niki Lauda      | Brabham-Alfa Romeo | Anderstorp |
| 1977 | Jacques Laffite | Ligier-Matra       | Anderstorp |
| 1976 | Jody Scheckter  | Tyrrell-Ford       | Anderstorp |
| 1975 | Niki Lauda      | Ferrari            | Anderstorp |
| 1974 | Jody Scheckter  | Tyrrell-Ford       | Anderstorp |
| 1973 | Denny Hulme     | McLaren-Ford       | Anderstorp |
| 1933 | Antonio Brivio  | Alfa Romeo         | Norra Vram |

1933 · 1973 · 1974 · 1975 · 1976 · 1977 · 1978